# Ofensiva de Prusia Oriental
La Ofensiva de Prusia Oriental (del ruso: Восточно-Прусская стратегическая наступательная операция) fue una operación estratégica ofensiva emprendida por el Ejército rojo en esta histórica región alemana hacia el final de la Segunda Guerra Mundial. Las operaciones transcurrieron entre el 13 de enero y el 25 de abril de 1945, aunque algunas unidades alemanes no se rindieron hasta el 9 de mayo. La batalla de Königsberg fue el mayor combate que tuvo lugar durante la campaña, que finalizó con una importante victoria del Ejército rojo.
En la historiografía alemana es conocida como la segunda Ofensiva de Prusia oriental, dado que la Operación Gumbinnen-Goldap es considerada como la primera Ofensiva de Prusia oriental. La operación Gumbinnen tuvo lugar entre el 16 y 27 de octubre de 1944, formando parte de la Ofensiva de Memel (del ruso: Мемельская операция). Sin embargo, esta operación fue un fracaso y cualquier nueva ofensiva fue pospuesta hasta que se hubieran garantizado las reservas que la permitieran.

## Disposición de las unidades
La fuerza principal de la ofensiva la iba a llevar a cabo el Tercer Frente Bielorruso bajo el mando de Iván Cherniajovski Sus fuerzas tenían asignada la misión de dirigirse hacia Königsberg, situada al oeste, contra las posiciones defensivas del 3.er Ejército Panzer y del 4.º Ejército, las principales agrupaciones del Grupo de Ejércitos Norte del general Georg-Hans Reinhardt. Desde el norte, en el flanco derecho de Chernyakhovsky, el I Frente Báltico del general Hovhannes Bagramyan atacaría las posiciones del 3.er Ejército Panzer en el río Neman, así como la destrucción de la pequeña cabeza de puerto alemana en Memel (actual Klaipėdɑ). El flanco izquierdo de Cherniajovski sería apoyado por el Segundo Frente Ucraniano del Mariscal Konstantín Rokossovski, que inicialmente había recibido órdenes de presionar hacia el noroeste desde sus posiciones en el Vístula, arrollando las líneas del 2.º Ejército alemán, y dejando cercada toda Prusia oriental.

## Desarrollo de las operaciones

### Inicio de los combates
La ofensiva soviética comenzó el 13 de enero con una importante preparación de artillería, aunque el comienzo del avance fue decepcionante; El Tercer Frente Bielorruso solo ganó 1.5 kilómetros el primer día. Durante los siguientes cinco días los soviéticos lograrían avanzar otros 20 kilómetros con un elevado coste en bajas. Finalmente, después de casi dos semanas de intensos combates, el Ejército Rojo comenzó a hacer un progreso constante, aunque, de nuevo, se produjera a costa de grandes pérdidas; los defensores contaban con la ventaja de las numerosas fortificaciones que existían en la laguna Insterburg al este de Königsberg, y alrededor de Heilsberg. Durante los siguientes dos días el 3.er Ejército Panzer del general Erhard Raus quedó prácticamente destruido o se retiró hacia Königsberg, mientras 4.º Ejército alemán del General Friedrich Hossbach comenzaba a verse rodeado por los flancos.
Para contrarrestar esta fiera resistencia, el 14 de enero Rokossovsky atacó las líneas alemanas a través del río Narew; el 20 de enero recibió órdenes de cambiar el eje de su avance hacia el norte, concretamente hacia Elbing. Este repentino cambio sorprendió a Reinhardt y Hossbach y los dejó aislados; mientras tanto, en el flanco derecho de Rokossovski, el 3.er Cuerpo de Caballería de la Guardia capturó la importante ciudad de Allenstein el 22 de enero, amenazando la retaguardia de las unidades de Hossbach. El 24 de enero, las unidades blindadas de vanguardia de Rokossovsky habían alcanzado las orillas de la Laguna del Vístula, cortando las comunicaciones terrestres de las Fuerzas armadas alemanas con las fuerzas de Prusia oriental:  la totalidad del 4.º Ejército y un gran número de divisiones del 2.º Ejército, que ahora se hallaban atrapadas en una bolsa de grandes dimensiones localizada en el centro de Prusia Oriental. Ese mismo día, Hossbach comenzó a retirar a sus unidades desde la ciudad fortificada de Lötzen —un importante centro en el sistema defensivo de la zona— hacia su retaguardia, a través de una serie de duras marchas forzadas y en un intento por escapar hacia el oeste.
Al mismo tiempo, Cherniajovski había tenido éxito arrollando las defensas del Este, empujando los restos del 3.er Ejército Panzer hacia Königsberg y la península de Sambia (Samland). El 28 de enero, las fuerzas de Bagramián capturaron Memel; Después de que el Alto mando alemán evacuara la ciudad, los restos de las tres divisiones que defendían la ciudad fueron evacuadas y redesplegadas en Sambia para reforzar las defensas en esta zona.

### Cerco de las fuerzas alemanas
Con los restos del Grupo de Ejércitos Centro contenidos de forma efectiva, las fuerzas soviéticas comenzaron a concentrarse en la reducción de las unidades alemanas en Pomerania y la eliminación de cualquier posible amenaza en el flanco norte de su futura Ofensiva sobre Berlín. Reinhardt y Hossbach, que habían intentado escapar de Prusia Oriental y tratar de salvar a sus tropas, fueron relevados del mando, y el Grupo de Ejércitos quedó bajo el mando del general Lothar Rendulic. Reinhardt abandonó el mando comentando "No hay nada más que decir". Raus y su Estado mayor del destruido  3.er Ejército Panzer fueron asignados a una nueva unidad. El 25 de enero Hitler reorganizó las unidades en el Frente Oriental: Los restos del Grupo de Ejércitos Centro aislados en Prusia oriental fueron renombrados como "Grupo de Ejércitos Norte", mientras el antiguo Grupo de Ejércitos Norte aislado en la Bolsa de Curlandia (Letonia) se redenominó "Grupo de Ejércitos Curlandia".
Para entonces, el dispositivo defensivo de las fuerzas alemanas había quedado reducido a tres bolsas aisladas por las fuerzas de Chernyakhovsky:
- Unas 15 divisiones del 4.º Ejército habían quedado cercadas en las orillas de la Laguna del Vístula en lo que pasó a conocerse como Bolsa de Heiligenbeil. Después de algunos combates menores, estas unidades se rendirían finalmente el 29 de marzo.[10]
- Los restos del III Ejército Panzer, puestos bajo el mando del 4.º Ejército, quedaron aislados en el Sitio de Königsberg. La ciudad fue finalmente tomada por los soviéticos el 9 de abril, tras sufrir ambos bandos un elevado número de bajas. Después de esto, las restantes fuerzas alemanas situadas en la Bahía de Danzig fueron reorganizadas en el Ejército de Prusia Oriental (Armee Ostpreußen) bajo el mando supremo del general Dietrich von Saucken.
- El tercer grupo de fuerzas alemanas, el XXVIII Cuerpo de Ejército o Armeeabteilung Samland bajo el mando del general Hans Gollnick, ocupaba posiciones defensivas en la península de Sambia, donde mantuvo el control del puerto de Pillau hasta completarse la evacuación final de esta área. Las últimas unidades fueron evacuadas de Pillau el 25 de abril tras la ofensiva de Zemland.

### Evacuación de civiles y militares

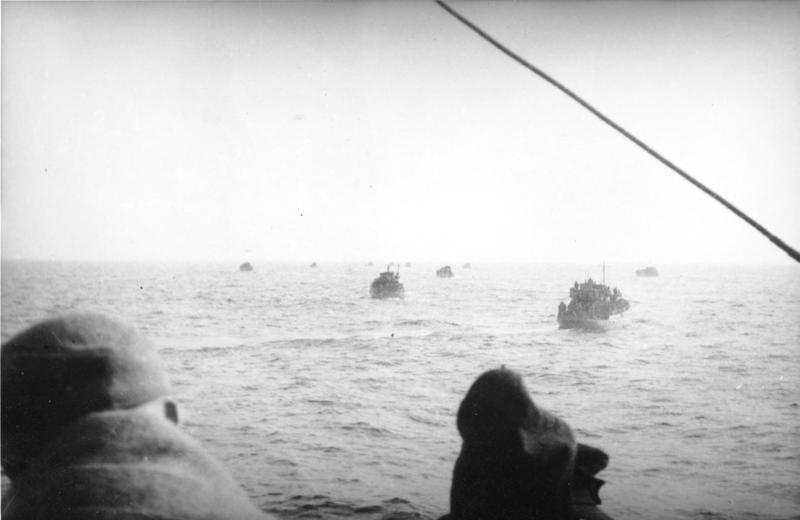
Convoy naval en el Báltico.

La entrada de las fuerzas soviéticas en Prusia supuso la huida de miles de civiles alemanes hacia el oeste, a pesar de que las autoridades nazis no habían preparado un plan de evacuación al considerarlo una medida "derrotista". Los trenes con refugiados que abandonaban la región atestados de gente, y debido a las muy bajas temperaturas, los niños a menudo se congelaron hasta morir durante el viaje; El último tren de refugiados salió de Königsberg el 22 de enero de 1945. Sin embargo, ante el hundimiento del frente y la avalancha de civiles hubieron de organizar convoyes navales de la Kriegsmarine para evacuar a civiles y heridos a los puertos del oeste de Alemania, en la que se denominó Operación Aníbal, por órdenes del Gran almirante Karl Dönitz. El Gauleiter de Prusia Oriental, Erich Koch, a su vuelta de una visita en Berlín decidió instalarse en Pillau por la relativa seguridad que esta localidad ofrecía, y desde allí colaboró en la evacuación de civiles, militares y heridos. Durante 15 semanas, cerca 1.080 buques mercantes y de otro tipo, incluyendo pesqueros, se encargaron de las operaciones. En plena evacuación, el 30 de enero fue hundido el transatlántico Wilhelm Gustloff, con la pérdida de más 9.000 personas y constituyendo uno de los mayores desastres navales en la historia.

### Final de los combates

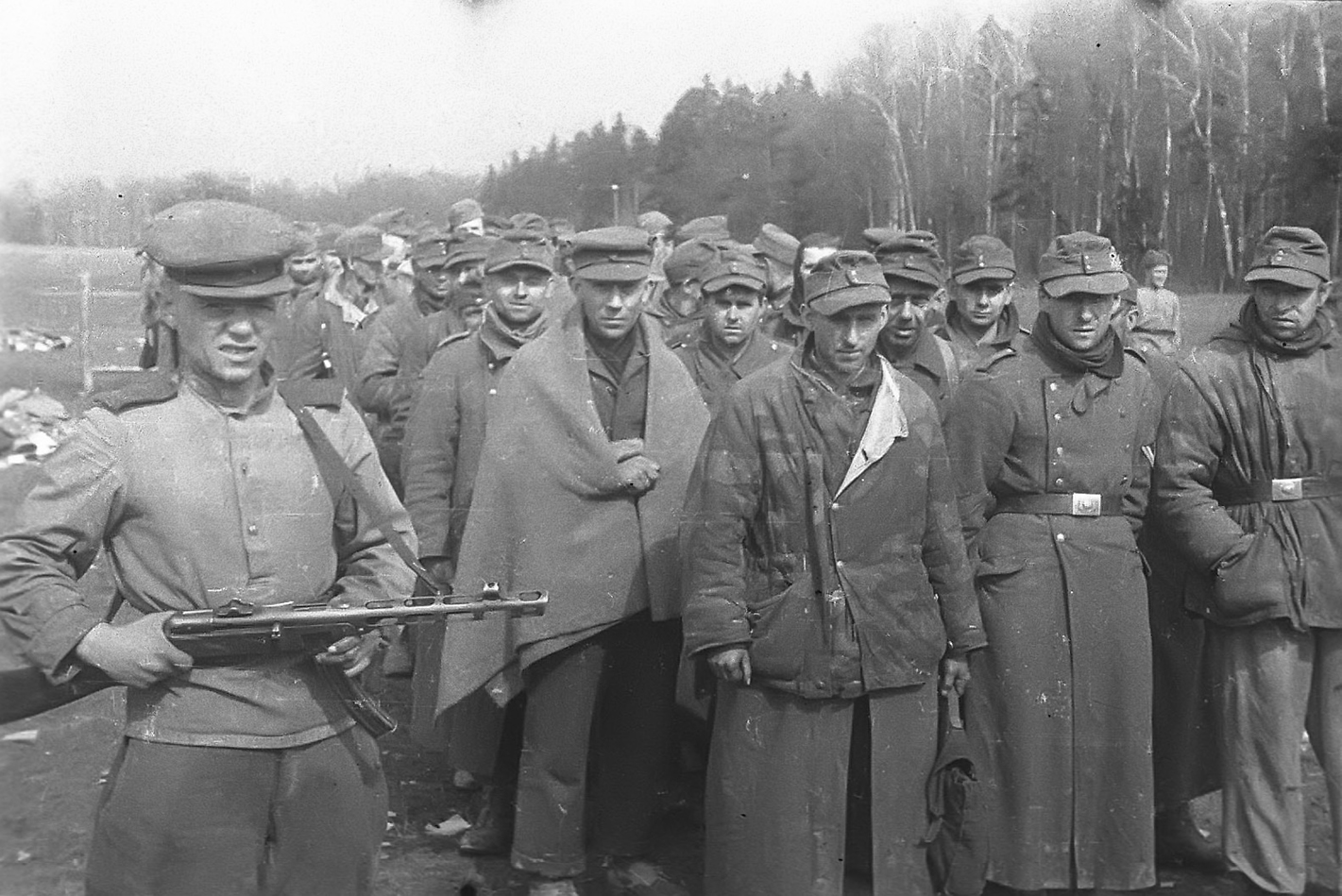
Rendición de la guarnición de Konigsberg

Incluso después de la rendición de algunas bolsas de tropas aisladas, otras muchas fuerzas alemanas continuaron resistiendo en el cordón del Vístula, la franja de arena que rodeaba la laguna del Vístula, hasta el final de la guerra el 9 de mayo de 1945.